# Деревичка
Дереви́чка (укр. Деревичка) — река на Украине, протекает по территории Староконстантиновского и Полонского районов Хмельницкой области, Любарского района Житомирской области. Левый приток Случи (бассейн Днепра).

## География
Длинна Деревички — 53 км, площадь бассейна — 327 км².
Берёт начало вблизи села Демковцы. Течёт на северо-восток, затем на восток.
Название скорее всего происходит от названия села Малая Деревичка, которое, в свою очередь, обусловлено большим количеством лесов в данной местности.
В верхнем течении русло проходит возле сёл Раштовка, Великие Мацевичи, Малые Мацевичи, Белецкое, Кустовцы, Москалевка, Храбузна, Онацковцы, Бражинцы и Кипчинцы. В нижнем течении — возле Великие Деревичи, Борушковцы, Глезно и Малая Деревичка после чего впадает в Случь.

## Фауна
В реке водится карась серебристый и золотой, пескарь, карп, вьюн, верховодка, уклейка и плотва. Встречается белый амур, ёрш, краснопёрка, толстолобик и чехонь. Земноводные представлены лягушками прудовой, озёрной травяной, серой жабой, обыкновенным и гребенчатым тритонами. Изредка встречаются болотная черепаха, ужи водяной и обыкновенный, ящерицы прыткая и живородящая.